# Les Chronovoyageurs
Albums de Stone Age
Stone Age
(1994) Promessa
(2000)
Les Chronovoyageurs est le 2e album du groupe musical français Stone Age, sorti en octobre 1997. À l'étranger, il fut distribué sous son titre original traduit en anglais, Time Travellers. En France, pour des raisons de marketing, il bénéficia d'une deuxième sortie commerciale en 1998, sous un nouveau titre, Le Chant Venu des Mers, assorti d'une nouvelle pochette superposée à l'ancienne. 

## Caractéristiques artistiques
La couverture et le livret de l'album Les Chonovoyageurs présentent un habillage graphique très particulier dans le cadre d'un concept album échafaudant un univers virtuel constitué d'un paysage mégalithique peuplé de créatures imaginaires en images de synthèse dont on ne sait s'il évoque le passé ou le futur. D'un point de vue musical, les sonorités restent de type celtique et traditionnel, essentiellement bretonnes, mais les arrangements électroniques se font nettement plus présents et de façon plus « planante » ou new age, que sur le précédent album.
Les 12 plages (14 pour l'édition japonaise) de cet album s'enchaînent de façon fluide du fait de l'absence d'interruption musicale entre les plages qui peuvent donc s'écouter d'un seul tenant, comme un film ou les entrelacs celtiques. Également, l'alternance de sections chantées et de sections instrumentales ne suit pas exactement le découpage des plages. Une attention a été portée au mixage, réalisé au studio Marcadet à Paris.
L'album comporte également une plage CD-ROM, vidéo-clip du single Mari Brengaël. La conception a pris un an et demi, mais la sortie a été différée parce que la maison de disque Sony voulait développer la partie multimédia.

## Liste des titres
1. Lines of Stone
2. Mari Brengaël
3. La Nuit des Korrigans
4. Perceval
5. Maureen Maguire
6. Podour Bihan
7. Morglaz
8. Reveraňs
9. Liz
10. L'Homme-Goëland
11. Le Dragon de Noz-Art
12. H2πR
13. Tellenig (bonus, édition japonaise uniquement)
14. Keypipe Song (bonus, édition japonaise uniquement)

## Parutions et réception
En 1996, deux single sortent chez Sony Music : Maribrengaël et Le chant venu des mers.
Concernant le succès commercial en France, 50 000 exemplaires avaient été disposés en magasin. L'album a culminé en 56e position des ventes d'albums lors de sa sortie initiale sous le titre Les Chronovoyageurs, puis en 32e position en août 1998 lors de sa réédition sous un packaging moins ésotérique que le précédent (nouveau titre, Le Chant Venu des Mers, et nouvelle pochette représentant un rocher émergeant de la mer). Cet album reste le seul album de Stone Age à s'être classé parmi les meilleures ventes en France.

## Classements
| Classements hebdomadaires (1998)                                          | Meilleure position |
| ------------------------------------------------------------------------- | ------------------ |
| France - Top Albums (SNEP) Les Chronovoyageurs (1re édition de l'album)   | 56                 |
| France - Top Albums (SNEP) Le chant venu des mers (2e édition de l'album) | 32                 |